# Kanton Marigny
Marigny is een voormalig kanton van het Franse departement Manche. Het kanton maakte deel uit van het arrondissement Saint-Lô. Het werd opgeheven bij decreet avn 25 februari 2014, met uitwerking op 22 maart 2015. De gemeenten werden opgenomen in  het nieuwe kanton Saint-Lô-1, met uitzondering van de gemeente Carantilly die werd opgenomen in het nieuwe kanton Saint-Lô-2.

## Gemeenten
Het kanton Marigny omvat de volgende gemeenten:
- Carantilly
- La Chapelle-en-Juger
- Hébécrevon
- Lozon
- Marigny (hoofdplaats)
- Le Mesnil-Amey
- Le Mesnil-Eury
- Le Mesnil-Vigot
- Montreuil-sur-Lozon
- Remilly-sur-Lozon
- Saint-Gilles